# 1876 в Україні

## Пам'ятні дати та ювілеї
- 850 років з часу укладення між князями Ярославом Мудрим та Мстислава Хороброго угоди, за якою Мстислав отримав у правління лівобережжя Дніпра. Княжим містом Мстислава був Чернігів у 1026 році.
- 800 років з часу зведення на київський престол князя Всеволода Ярославича після смерті його брата Святослава Ярославича у 1076 році.
- 800 років з часу створення «Ізборника» для князя Святослава Ярославича у 1076 році.
- 650 років з часу міжусобної війни між князями Олегом Курським та Михайлом Всеволодовичем за Чернігів, яку виграв останній у 1226 році.
- 500 років з часу захоплення Любартом Гедиміновичем галицького князівського престолу у 1376 році.
- 475 років з часу підпорядковання Київській митрополії Галицької у 1401 році.
- 350 років з часу загарбання західної частини Закарпаття австрійськими Габсбургами, а східної — Трансільванським князівством у 1526 році.
- 300 років з часу заснування Острозької школи — першого навчального закладу університетського рівня на території України у 1576 році.
- 250 років з часу походу флотилії гетьмана Михайла Дорошенка на Трапезунд, Синоп і Самсонів (Самсун).
- 250 років з часу заснування Немирівського церковного братства для боротьби проти католизації і ополячення.
- 225 років з часу, як:
  - війська під проводом Богдана Хмельницького зазнали поразки в Битві під Берестечком 28 червня 1651 року.
  - відбулася Битва під Лоєвом 6 липня 1651 року.
  - відбулася Битва під Білою Церквою, що не визначила переможця 23 - 25 вересня 1651 року.
  - Гетьман Богдан Хмельницький підписав з поляками Білоцерківський мирний договір 28 вересня 1651 року.
- 200 років з часу завершення польсько-турецької війни за Правобережну Україну у 1676 році.
- 200 років з часу укладення Журавненської мирної угоди між Річчю Посполитою та Османською імперією 17 жовтня 1676 року.
- 200 років з часу початку Московсько-турецької війни (1676—1681 років) у 1676 році.
- 200 років з часу захоплення військами лівобережного гетьмана Івана Самойловича разом із моковськими Чигирина в ході Чигиринських походів у вересні 1676 року.
- 200 років з часу відмови Петра Дорошенка від гетьманства 19 вересня 1676 року через те, що не зміг утримати Чигирин і здав місто військам Івана Самойловича і Григорія Ромодановського (був вивезений до Москви).
- 175 років з часу запровадження указом гетьмана Івана Мазепи дводенної панщини - першої закондавчо оформленої спроби закріпачення селян на території України у 1701 році.
- 175 років з часу отримання Києво-Могилянською колегією статусу академії[1] у 1701 році.
- 150 років з часу ліквідації царським указом сердюцьких полків у 1726 році.
- 100 років з часу виходу першого примірника «Gazette de Leopol» у Львові - першого відомого періодичного видання на території України 15 січня 1776 року.
- 100 років з часу відправлення останнього українського кошового отамана Петра Калнишевського на Соловецькі острови 29 липня 1776 року, де він провів в ув'язненні 25 років. Монастирському керівництву було наказано утримувати Калнишевського «без відпусток із монастиря, заборонити не лише листування, але ще й спілкування з іншими персонами і тримати під вартою солдат монастиря».
- 50 років з часу завершення повстання Чернігівського полку 4 січня 1826 року.

### Видатних особистостей

#### Народились
- 800 років з дня народження (1076 рік):
  - Мстислав I Володимирович (Великий) — Великий князь Київський; син Володимира II Мономаха та Ґіти — дочки англійського короля Гарольда II, останній князь, що утримував єдність Київської держави.
- 350 років з дня народження (1526 рік):
  - Костянтин Василь Острозький - воєнний, політичний і культурний діяч Великого Князівства Литовського, воєвода Київський, маршалок Волинський, засновник Острозької академії, видавець Острозької Біблії; син гетьмана Костянтина Острозького.
- 225 років з дня народження (1651 рік):
  - Димитрій Туптало (Данило Савич Туптало) - український та російський церковний діяч, вчений, письменник і проповідник, богослов.
- 175 років з дня народження (1701 рік):
  - Григорович-Барський Василь Григорович - український письменник, мандрівник.
- 125 років з дня народження (1751 рік):
  - Бортнянський Дмитро Степанович - український композитор, диригент, співак.
- 75 років з дня народження (1801 рік):
  - Остроградський Михайло Васильович - український математик, викладач Колегії Анрі IV (Париж), професор Петербурзького університету та Морського кадетського корпусу, член Петербурзької АН (з 1830 р.), Паризької (з 1856 р.), Римської й Туринської Академій наук.
  - Даль Володимир Іванович - російський та український лексикограф, етнограф, письменник (Тлумачний словник живої великоруської мови).
- 50 років з дня народження (1826 рік):
  - Куїловський-Сас Юліян - український церковний діяч, греко-католицький митрополит.
- 25 років з дня народження (1851 рік):
  - Левицький Венедикт — український греко-католицький церковний діяч, педагог, професор і ректор Львівського університету (1829—1830).
  - Шульгин Яків Миколайович — український історик, педагог, громадсько-культурний діяч родом з Києва, співтворець культурного відродження України кінця XIX — початку XX століть.
  - Підвисоцький Кость Осипович — український актор, режисер, драматург.
  - Левинський Іван Іванович  — український архітектор, педагог, підприємець, громадський діяч.
  - Кравчинський Сергій Михайлович  — революціонер-народник, письменник.
  - Кочура Михайло Федорович  — український культурний діяч, письменник, поет.
  - Бродський Ераст Костянтинович — український землевласник, громадський діяч та меценат, дійсний статський радник.
  - Ковалевський Максим Максимович  — український правник, соціолог, історик, суспільний і політичний діяч; академік Петербурзької АН та інших численних товариств і академій, професор Московського та Петербурзького університетів, університетів у Стокгольмі, Оксфорді.
  - Калачевський Михайло Миколайович — український композитор, піаніст, музично-громадський діяч та юрист.
  - Бразоль Сергій Євгенович  — громадський діяч, чиновник, гофмейстер Миколи ІІ.
  - Лизогуб Федір Андрійович  — український громадський і політичний діяч. У 1901—1915 роках — голова Полтавської губернської земської управи. У 1918 р. був міністром внутрішніх справ і з 24 жовтня 1918 — головою Ради міністрів Української держави.
  - Крушевський Микола В'ячеславович  — мовознавець, фольклорист, перекладач, спеціаліст з загального та індоєвропейського мовознавства, співавтор поняття «фонема».
  - Білецький Микола Федорович  — український зоолог і фізіолог.
  - Неплюєв Микола Миколайович  — богослов, громадський діяч, педагог і мислитель.

#### Померли
- 800 років з часу смерті (1076 рік):
  - київського князя Святослава Ярославича (Святослава II) - князя чернігівського (1054-1073 рр.), великий князь київський (1073-76 рр.); син Ярослава Мудрого. 942 роки тому, в 49 років (нар. 1027 р.).
- 300 років з часу смерті (1576 рік):
  - Богдан Ружинський - низовий запорозький гетьман (1575–1576).
- 175 років з часу смерті (1701 рік):
  - Дем'ян Многогрішний (Дем'ян Гнатович Ігнатович), гетьман Лівобережної України (1669-1672 рр.)
- 25 років з часу смерті (1851 рік):
  - Соленик Карпо Трохимович  — український актор-комік, майстер імпровізації, один із засновників українського реалістичного театру.
  - Кобилиця Лук'ян  — громадський і політичний діяч, керівник селянського руху на теренах австрійської частини Буковини в 1840-х рр.
  - Мелетій Носков  — виконувач обов'язків ректора Києво-Могилянської академії, архімандрит Київського Видубицького, Чернігівських Домницького та Єлецького, Острозького Спаського, Лубенського Мгарського монастирів.

## Події
- видання Емського указу імператора Російської імперії Олександра II 18 (30) травня 1876 року.

## Особи

### Народились
- 3 березня — Йосафат (Коциловський), єпископ Української греко-католицької церкви, блаженний свщмч. (помер у 1947 році);
- 12 липня — Уточкін Сергій Ісайович, видатний спортсмен кінця XIX століття — початку XX століття, льотчик-випробувач, пілот-авіатор (з1910 року), піонер і пропагандист авіації (помер у 1916 році);
- 19 липня — Чехівський Володимир Мусійович, український політичний і громадський діяч, перший прем'єр-міністр УНР (1918—1919 рр.) (помер у 1937 році).
- 6 жовтня — Єфремов Сергій Олександрович, видатний український вчений, політичний діяч, академік, літературознавець (помер у 1939 році).
- 18 грудня — Холодний Петро Іванович, український художник-імпресіоніст (помер у 1930 році).

### Померли
- 25 лютого — Северин Гощинський, польський поет українського походження, представник «української школи» польського романтизму (Молитва вільного, Чудовисько рабства, Ковчег свободи, Канівський замок) (народився у 1801 році).
- 19 липня — Сошенко Іван Максимович, український художник і педагог (народився у 1807 році).

## Засновані, створені
1876 рік
- Миронівка (станція)
- Цвіткове (станція)
- Пантелеймонівка (смт)
- Бахани
- Зубахи